# Alex Ierullo
Alexander Joseph Ierullo (Woodbridge, 30 maggio 1997) è un hockeista su ghiaccio canadese naturalizzato italiano, milita come attaccante nell'Hockey Club Val Pusteria, squadra della ICE Hockey League, e nella Nazionale italiana.

## Carriera

### Nazionale
In possesso del passaporto italiano e maturate due stagioni consecutive in una squadra di club italiana, necessarie per vestire la maglia azzurra, Ierullo ricevette la prima convocazione con il Blue Team nel novembre 2024, in occasione del Tamás Sárközy Memorial Tournament disputatosi a Budapest. A causa di un lieve infortunio non scese mai sul ghiacchio durante la competizione, rimandando così il suo esordio, che avvenne il 6 febbraio 2025, nel match d'esordio della Sosnowiec Cup perso per 5-2 contro i padroni di casa della Polonia.

## Palmarès

### Giovanili
- Telus Cup: 1

Toronto Nationals U18 AAA: 2014-2015

### Individuale
- ECHL All-Rookie Team: 1

2022-2023
- ECHL All-Star Game (Eastern Conference): 1

2022-2023
- ECHL Second All-Star Team: 1

2022-2023